# Attacus varia
Attacus varia är en fjärilsart som beskrevs av Eugène Louis Bouvier 1936. Attacus varia ingår i släktet Attacus och familjen påfågelsspinnare. Inga underarter finns listade i Catalogue of Life.